# 1944年逝世人物列表
1944年逝世人物列表：1月 - 2月 - 3月 - 4月 - 5月 - 6月 - 7月 - 8月 - 9月 - 10月 - 11月 - 12月
下面是1944年逝世的知名人士列表。

## 1月

### 1日
- 埃德溫·盧廷斯，英國建築師
- 查理斯·特納，澳大利亞板球運動員

### 3日
- 法蘭茨·賴克萊特納，奧地利黨衛軍軍官和納粹集中營指揮官

### 4日
- 卡伊·蒙克，丹麥劇作家、路德宗牧師和殉道者
- 瓊·塔特洛克，美國精神病學家

### 6日
- 艾達·塔貝爾，美國記者和撿垃圾者

### 7日
- 卢·亨利·胡佛，美國第一夫人

### 9日
- 立陶宛總統安塔纳斯·斯梅托纳

### 10日
- 威廉·愛默生·里特，美國生物學家
- 安德列·托舍夫，保加利亞科學家和外交官，保加利亞第26任總理

### 11日
- 法西斯大委员会的義大利領導人在维罗纳审判后被處決
  - 埃米利奥·德博诺將軍
  - 加莱阿佐·齐亚诺，貴族和外交官
  - 喬瓦尼·馬里內利，政治家
  - 查理斯·金，美國演員
  - 埃德加德·波蒂埃，比利時間諜（自殺）

### 12日
- 尼古拉斯·邦克德·基巴姆隆，泰國羅馬天主教神父和祝福
- 朱麗葉·阿特金森，美國網球冠軍

### 13日
- 盧安達國王尤希五世

### 14日
- 穆罕默德·埃明·尤爾達庫爾，土耳其作家

### 18日
- 萊昂·布倫施維奇，法國哲學家

### 20日
- 詹姆斯·麦基恩·卡特尔，美國心理學家

### 21日
- 西田祥實，日本將軍

### 23日
- 爱德华·蒙克，挪威畫家

### 25日
- 特蕾莎·格裡洛·蜜雪兒，義大利羅馬天主教修女和祝福

### 29日
- 威廉·艾伦·怀特，美國記者

### 31日
- 让·季洛杜，法國作家
- 阿爾帕德·魏茲，匈牙利足球運動員

## 2月

### 1日
- 皮特·蒙德里安，荷蘭畫家

### 3日
- 伊薇特·吉伯特，法國歌手和女演員

### 7日
- 羅伯特·派克，美國社會學家

### 9日
- 艾格尼絲·瑪麗·法蘭西斯·杜克勞，英國詩人、散文家和小說家

### 11日
- 卡爾·邁因霍夫，德國語言學家

### 12日
- 肯尼斯·甘達爾-道爾，英國運動員、飛行員、探險家和作家
- 瑪格麗特·伍德羅·威爾遜，美國歌手;總統女兒

### 13日
- 埃德加·塞爾溫，美國編劇

### 16日
- 卡爾·奧古斯特·埃倫斯瓦爾德，瑞典海軍上將
- 亨利·內森森，丹麥作家和導演

### 21日
- 費倫茨·西茲，匈牙利出生的賽車手

### 23日
- 利奥·贝克兰，比利時出生的美國化學家

### 24日
- 范妮·克拉爾，法國記者和作家

### 29日
- 佩尔·埃温德·斯温胡武德，芬蘭政治家、芬蘭第一任總理和第三任總統

## 3月

### 3日
- 保羅-埃米爾·揚森，比利時政治家，比利時第30任首相

### 4日
- 路易士·布查爾特，猶太出生的美國黑幫分子，謀殺公司頭目（被處決）

### 5日
- 馬克斯·雅各布，法國詩人
- 尼爾·科爾比，美國戰鬥機王牌（陣亡）

### 8日
- 徐宗漢，中國醫生、政治家和革命家

### 9日
- 德米特裡奧斯·卡佩塔納基斯，希臘詩人、散文家和評論家

### 11日
- 路易斯·班伯格，88岁，犹太裔美國商人
- 亨德里克·威廉·范·隆，荷蘭出生的美國歷史學家、記者和作家
- 歐文·科布，美國作家

### 15日
- 奧托·馮·奧托，德國將軍
- 瑪麗亞·奧克佳布里斯卡婭，蘇聯民族英雄

### 17日
- 馬里奧·布拉沃，阿根廷政治家和作家

### 19日
- 朱塞佩·德·利戈羅，義大利演員兼導演
- 諾埃爾·愛德華，法國將軍

### 22日
- 皮埃爾·布羅索萊特，記者和法國抵抗運動戰士

### 23日
- 邁倫·塞爾茲尼克，美國電影製片人

### 24日
- 彼得羅·帕帕加洛，義大利羅馬天主教神父和祝福
- 奧爾德·溫蓋特，英國士兵

### 25日
- 奧梅利安·科夫奇，蘇聯羅馬天主教和希臘東正教神父，殉道者和祝福者

### 28日
- 李科克，英國出生的加拿大幽默家、作家和經濟學家[1]

### 31日
- 安東尼·基瓦納爾斯基，波蘭二戰英雄
- 古贺峰一，日本海軍上將
- 沃迪米爾茲·科拉諾夫斯基，波蘭軍官

## 4月

### 1日
- 謝里夫齊揚·卡讚巴耶夫，蘇聯軍官

### 2日
- 約翰·巴切勒，英國傳教士和牧師

### 9日
- 葉夫根尼婭·魯德涅娃，蘇聯二戰女英雄

### 13日
- 巴托洛梅奧·戈西奧，義大利科學家

### 15日
- 喬瓦尼·詹蒂萊，義大利哲學家和法西斯政治家（被暗殺）

### 17日
- J.T.赫恩，英國板球運動員

### 21日
- 汉斯-瓦伦丁·胡贝，德國陸軍上將

### 24日
- 查理斯·喬丹，美國魔術師

### 25日
- 喬治·赫裡曼，美國漫畫家

### 28日
- 穆罕默德·阿利姆汗，布哈拉埃米爾
- 弗兰克·诺克斯，二戰期間的美國海軍部長

### 29日
- 比利·比澤爾，美國電影攝影師
- 貝納迪諾·馬查多，葡萄牙政治人物，2次葡萄牙總理和2次葡萄牙總統，第一次世界大戰領導人

### 30日
- 保羅·波瓦雷，法國女裝設計師

## 5月

### 5日
- 伯莎·本茨，德國汽車先驅，汽車發明家卡爾·本茨的妻子和商業夥伴

### 7日
- 威廉·萊德亞德·羅傑斯，美國海軍上將、軍事和海軍歷史學家

### 11日
- 萊昂·科茲沃夫斯基，波蘭考古學家和政治家，波蘭第25任總理

### 12日
- 馬克斯·布蘭德，美國作家
- 哈羅德·洛，英國水手，泰坦尼克號皇家郵輪第五副
- 亞瑟·奎勒-庫奇，英國作家和學者
- 埃德爾·奎因，愛爾蘭羅馬天主教平信徒、傳教士和受人尊敬的人

### 15日
- 教宗色尔爵一世

### 16日
- 喬治·阿德，美國作家
- 菲力浦·米西亞，羅馬尼亞活動家、醫生和政治家[2]

### 17日
- 米萊娜·耶森斯卡，捷克斯洛伐克記者、作家、編輯和翻譯

### 20日
- 弗雷澤·巴倫，二戰期間的紐西蘭轟炸機飛行員
- 歐金尼奧·科羅尼，義大利哲學家和活動家
- 文森特·羅斯，美國音樂家和樂隊領隊

### 21日
- 第五代边疆伯爵埃德蒙·莫蒂默，美國演員和導演
- 李家钰，中國國民革命軍將領

### 23日
- 湯瑪斯·柯蒂斯，美國奧運運動員

### 24日
- 伊尼戈·坎皮奥尼，義大利海軍上將（被處決）
- 伊集院松治，日本海軍上將（陣亡）
- 路易吉·馬斯切爾帕，義大利海軍上將（被處決）
- 哈羅德·貝爾·賴特，美國作家

### 25日
- 克拉克·丹尼爾·斯特恩斯，美屬薩摩亞第9任總督

### 30日
- 君士坦丁堡牧首梅斯羅布一世·納羅揚
- 傑西·拉爾夫，美國女演員

## 6月

### 5日
- 林修二，台灣日文詩人
- 约瑟夫·贝克，波蘭政治家

### 6日
- 約瑟夫·坎貝爾，北愛爾蘭詩人和作詞家
- 威廉·法利，德國將軍（陣亡）
- 唐·普拉特，美國將軍（陣亡）
- 克爾-澤維爾·魯塞爾，法國畫家

### 10日
- 王劍岳，中国军人

### 11日
- 鄧雨賢，台灣音樂家

### 12日
- 埃裡希·馬克斯，德國將軍

### 16日
- 馬克·布洛赫，法國歷史學家
- 普拉富拉·錢德拉·雷，印度化學家
- 喬治·斯汀尼，14歲的非裔美國人，在他的家鄉南卡羅來納州阿爾科盧被判犯有謀殺罪

### 18日
- 哈裡·菲爾丁·里德，美國地球物理學家和地震學家

### 25日
- 德內斯·貝林基，匈牙利第21任總理
- 盧查·雷耶斯，墨西哥歌手
- 瑪麗亞·欽奇利亞·雷西諾斯，瓜地馬拉教師

### 27日
- 米蘭·霍扎，斯洛伐克政治家，歐洲區域一體化的擁護者

### 28日
- 安東·佈雷因爾，澳大利亞醫生和研究員

## 7月

### 1日
- 卡爾·梅耶，奧地利編劇

### 6日
- 安德列·博雷爾，法國二戰女英雄
- 薇拉·利，英國二戰女英雄
- 南云忠一，日本海軍上將
- 索尼婭·奧爾沙內斯基，德國二戰女英雄
- 戴安娜·羅登，英國二戰女英雄

### 7日
- 喬治·曼德爾，法國政治家和二戰英雄
- 萊昂妮·馮·默塞巴赫-澤施，美國牙醫[3]

### 8日
- 喬治·塞茨，美國導演
- 高木武雄，日本海軍上將（陣亡）

### 9日
- 英格瓦·弗雷德里克·哈坎松，瑞典飛行員
- 肯特·羅傑斯，美國配音演員

### 12日
- 傑蘇斯·巴薩·杜埃納斯，關島羅馬天主教神父、殉道者和祝福者
- 西奧多·羅斯福三世，美國政界和商界領袖

### 14日
- 阿斯馬漢，敘利亞出生的埃及歌手

### 15日
- 約瑟夫·薩迪-萊科因特，法國飛行員

### 16日
- 蒙塞娜·鄧恩，美國發明家

### 17日
- 塔西基婭·馬茨基夫，蘇聯東方天主教修女和祝福

### 18日
- 卡罗琳·班伯格·富尔德，80岁，美国犹太女百货商人和慈善家
- 奧古斯托·德·安吉利斯，義大利作家和記者
- 喬治·霍爾特，美國演員和導演
- 雷克斯·惠斯勒，英國藝術家

### 20日
- 路德维希·贝克，德國將軍兼德國總參謀長
- 海因茨·勃兰特，德國軍官
- 米爾德里德·哈裡斯，美國女演員[4]
- 君特·科爾登，德國上校，德國空軍參謀長
- 克勞斯·馮·施陶芬貝格，德國抵抗運動領袖

### 21日
- 維爾納·馮·海夫滕，德國抵抗運動成員（被處決）
- 阿爾佈雷希特·默茨·馮·奎恩海姆，德國抵抗運動領袖
- 漢斯-烏爾里希·馮·奧爾岑，德國抵抗運動成員（自殺）
- 弗里德里希·奥尔布里希特，德國抵抗運動領袖
- 亨寧·馮·特雷斯科，德國將軍和抵抗運動領袖（自殺）

### 23日
- 愛德華·瓦格納，德國將軍和抵抗運動成員（自殺）

### 25日
- 萊斯利·麥克奈爾，美國將軍
- 雅各·馮·於克斯庫爾，波羅的海德國生物學家

### 26日
- 克洛維斯·貝維拉誇，巴西法學家、歷史學家和記者
- 韋塞爾·弗雷塔格·馮·洛林霍芬，德國抵抗運動成員（自殺）
- 木梨鷹一，日本陸軍軍官
- 礼萨汗，伊朗第20任總理和伊朗國王

### 27日
- 佩里·麦吉利夫雷，美國奧運游泳運動員

### 28日
- 維爾納·施拉德，德國抵抗運動成員（自殺）

### 30日
- 尼古拉·波利卡尔波夫，蘇聯航空工程師和飛機設計師
- 李·鮑威爾，美國演員

### 31日
- 安托万·德圣埃克絮佩里，法國飛行員和兒童作家

## 8月

### 1日
- 讓·普雷沃斯特，法國作家和記者，Maquis 成員
- 曼努埃爾·奎松，菲律賓政治家、軍人和政治家，菲律賓第二任總統

### 2日
- 角田覺治，日本海軍上將

### 4日
- 克日什托夫·卡米爾·巴欽斯基，波蘭詩人

### 5日
- 延杰伊·莫拉切夫斯基，波蘭政治家，波蘭第二任總理

### 7日
- 奥古斯丁·巴里奥斯，巴拉圭吉他手和作曲家[5]
- 雅德維加·法爾科夫斯卡，波蘭教師和活動家

### 8日
- 羅伯特·貝爾納迪斯，德國抵抗戰士（被處決）
- 阿爾佈雷希特·馮·哈根，德國抵抗戰士（被處決）
- 保羅·馮·哈斯，德國將軍和抵抗運動領袖（被處決）
- 埃里希·霍普納，德國上校和抵抗運動領袖（被處決）
- 朱利葉什·卡登-班德羅夫斯基，波蘭記者和小說家
- 赫爾穆特·斯蒂夫，德國抵抗戰士（被處決）
- 迈克尔·沃特曼，德國坦克指揮官（陣亡）
- 歐文·馮·維茨萊本，德國陸軍元帥和抵抗運動領袖（被處決）
- 彼得·約克·馮·瓦爾滕堡，德國抵抗戰士（被處決）

### 9日
- 費利克斯·努斯鮑姆，德國畫家

### 10日
- 阿爾弗雷德·克蘭茨費爾德，德國抵抗戰士
- 弗里茨-迪特洛夫·馮·德·舒倫堡，德國抵抗戰士
- 貝特霍爾德·申克·格拉夫·馮·施陶芬貝格，納粹對手和律師
- 漢斯·阿爾佈雷希特，石勒蘇益格-荷爾斯泰因世襲親王

### 11日
- 弗朗切斯科·費德里科·法爾科，義大利醫生
- 小畑英良，日本將軍

### 12日
- 何塞·加維達·弗洛雷斯，菲律賓作家、詩人和劇作家
- 小约瑟夫·P·肯尼迪，美國戰鬥機飛行員，老约瑟夫·P·肯尼迪的長子
- 蘇珊娜·斯派克，比利時二戰女英雄

### 15日
- 埃格伯特·海森，德國抵抗戰士
- 漢斯·伯恩德·馮·海夫滕，德國抵抗戰士
- 沃爾夫-海因里希·格拉夫·馮·赫爾多夫，德國警察局長和抵抗戰士

### 17日
- 弗朗西斯科·布羅德涅維奇，波蘭演員
- 歐仁尼奧·德·卡斯特羅，葡萄牙詩人和作家

### 18日
- 尤金紐什·霍巴切夫斯基，波蘭飛行員
- 恩斯特·台尔曼，德國共產黨領導人（被處決）

### 19日
- 君特·馮·克魯格，德國陸軍元帥（自殺）
- 亨利·伍德，英國指揮家

### 21日
- 弗里德里希·古斯塔夫·耶格爾，德國抵抗戰士
- 馬切伊·卡倫凱維奇，波蘭工程師和軍官
- 瑪麗安·拉萊維奇，波蘭建築師

### 23日
- 亞歷山大·奧古斯蒂諾維奇，波蘭畫家
- 阿卜杜勒梅西德二世，奧斯曼帝國最後一位哈裡發
- 尼古拉·罗斯拉维茨，蘇聯作曲家

### 24日
- 卡洛·埃馬努埃萊·布斯卡利亞，義大利飛行員

### 25日
- 特雷西奧·維托里奧·馬蒂諾利，義大利飛行員

### 26日
- 漢斯·格奧爾格·克拉姆羅斯，德國抵抗戰士（被處決）
- 奧托·基普，德國抵抗戰士
- 漢斯·利斯門特，愛沙尼亞將軍
- 路德維希·弗賴赫爾·馮·萊昂羅德，德國抵抗戰士（被處決）
- 亞當·馮·特羅特·祖·索爾茨，德國外交官和抵抗戰士（被處決）

### 27日
- 卡洛·費西亞·迪·科薩托，義大利海軍軍官
- 瑪法爾達公主，意大利公主和黑森領地伯爵夫人。

### 28日
- 特蕾莎·布拉科，義大利羅馬天主教修女和祝福（在戰鬥中陣亡）
- 魯道夫·布賴特沙伊德，德國政治家
- 布羅尼斯瓦夫·卡明斯基，波蘭軍官

### 30日
- 莫伊薩耶·博古斯拉夫斯基，美國鋼琴家和作曲家
- 埃伯哈德·芬克赫，德國抵抗戰士
- 漢斯·奧特弗裡德·馮·林斯托，德國抵抗戰士
- 卡爾-海因里希·馮·斯圖爾普納格爾，德國將軍和抵抗運動領袖

## 9月

### 1日
- 克莉絲蒂娜·丹布羅夫斯卡，波蘭雕塑家和畫家

### 2日
- 瑪麗亞·維圖拉尼·德·尼紹，波蘭士兵

### 3日
- 弗裡德里希·阿爾珀斯，德國納粹政治家和將軍

### 4日
- 埃裡希·費爾吉貝爾，德國將軍和抵抗戰士
- 海因里希·格拉夫·馮·萊恩多夫-施泰諾特，德國抵抗戰士
- 弗里茨·蒂勒，德國將軍和抵抗戰士

### 5日
- 古斯塔夫·比勒，瑞士二戰英雄

### 6日
- 揚·弗朗西斯澤克·恰爾托雷斯基，波蘭多明尼加修道士、烈士和祝福者

### 7日
- 愛德華多·桑切斯·德·富恩特斯，古巴作曲家

### 11日
- 羅伯特·貝諾伊斯特，法國賽車手和戰爭英雄
- 約瑟夫·穆勒，德國羅馬天主教神父和上帝的僕人（被處決）

### 12日
- 羅伯特·菲斯克，美國演員

### 13日
- 格裡戈里·貝蘭，羅馬尼亞將軍（因傷去世）
- 約蘭德·比克曼，法國二戰女英雄（被處決）
- 瑪德琳·達默門特，法國二戰女英雄（被處決）
- 努爾·伊納亞特·汗，印度二戰女英雄（被處決）
- 埃莉安·普魯曼，英國二戰女英雄（被處決）
- W.希思·羅賓遜，英國漫畫家和插畫家

### 14日
- 海因里希·格拉夫·祖·多赫納-施洛比滕，德國抵抗戰士（被處決）
- 約翰·肯尼斯·麥卡利斯特，加拿大二戰英雄
- 邁克爾·格拉夫·馮·馬圖什卡，德國抵抗戰士（被處決）
- 弗蘭克·皮克斯吉爾，加拿大二戰英雄
- 羅密歐·薩布林，加拿大二戰英雄
- 尼古拉斯·馮·於克斯庫爾-吉倫班德，德國抵抗戰士（被處決）
- 赫爾曼·約瑟夫·韋爾勒，德國天主教神父和抵抗運動成員（被處決）

### 16日
- 古斯塔夫·鲍尔，德國第11任總理

### 18日
- 亨德里克斯·科莱恩，荷蘭員警、政治家和商人，荷蘭第25任首相
- 安東·薩夫科夫，德國共產黨人（被處決）

### 20日
- 弗裡德里希·博迪克，德國海軍上將

### 22日
- 弗里茨·林德曼，德國陸軍軍官（因傷去世）

### 23日
- 瑪蒂爾達·帕爾菲約娃，捷克斯洛伐克藝術體操運動員

### 25日
- 沃爾特·佈雷斯基，奧地利公務員，奧地利代理總理
- 尤金紐什·洛卡伊斯基，波蘭運動員、體操運動員和攝影師
- 萊昂內·喬治·基奧扎，義大利裔英國經濟學家和政治家

### 27日
- 艾米·森普爾·麥克弗森，加拿大裔美國五旬節派傳教士[6]
- 阿里斯蒂德·马约尔，法國雕塑家和畫家
- 大衛·道格爾·威廉姆斯，英國畫家

### 28日
- 約瑟夫·布爾克爾，德國納粹貴族

### 29日
- 奧托·赫福特，德國將軍和抵抗戰士
- 威廉·洛伊施納，德國政治家和抵抗戰士
- 約阿希姆·梅希斯納，德國抵抗戰士
- 約阿希姆·薩德羅津斯基，德國抵抗戰士

## 10月

### 1日
- 馬克斯·埃利希，德國演員、編劇和幽默作家[7]
- 威廉·穆洛克，加拿大律師、政治家和商人
- 魯道夫·施蒙特，德國將軍

### 2日
- 本傑明·方丹，羅馬尼亞-法國象徵主義詩人、評論家和存在主義哲學家（在奧斯威辛集中營被毒死）
- 朱利安·費利佩，菲律賓音樂家和樂隊領隊
- 前田利定，日本政治家

### 4日
- 艾爾·史密斯，美國政治家

### 5日
- 古斯塔夫王子，丹麥國王弗雷德里克八世的第四個兒子

### 8日
- 溫德爾·威爾基，美國政治家

### 9日
- 基蒂·馬里恩，出生於德國的女演員，英國和美國的女權活動家
- 斯特凡尼娜·莫羅，義大利抵抗運動成員

### 12日
- 拉蒙·卡斯蒂略，阿根廷政治家，阿根廷第25任總統
- 卡爾·朗貝恩，德國抵抗運動成員（生於 1901 年)
- 魯道夫·馮·馬婁尼亞-雷德維茨，德國抵抗運動成員

### 13日
- 漢斯-於爾根·馮·布盧門撒爾，德國抵抗運動成員
- 羅蘭·馮·霍斯林，德國抵抗運動成員

### 14日
- 埃尔温·隆美尔，德國陸軍元帥

### 17日
- 安东·哈夫纳，德國飛行員

### 18日
- 亞歷山大，埃爾巴赫-勛貝格親王
- 約瑟夫·瑪麗亞·埃德爾，奧地利化學家

### 19日
- 伊莎多爾·伯恩斯坦，美國編劇
- 鄧尼斯·雷茨，南非士兵和外交官

### 20日
- 愛德華·布呂克邁爾，德國外交官和抵抗組織成員
- 赫爾曼·馬斯，德國政治家和抵抗運動成員
- 阿道夫·賴希溫，德國政治家和抵抗運動成員

### 21日
- 內爾·布林克利，美國插畫家和漫畫家[8]
- 希爾瑪·克林特，瑞典抽象畫家

### 22日
- 理查·貝內特，美國演員

### 23日
- 查尔斯·巴克拉，英國物理學家、諾貝爾獎獲得者

### 24日
- 路易·雷诺，法國實業家，雷諾創始人
- 卡爾·馮·薛根，德國將軍和抵抗運動成員（被處決）

### 25日
- 西村祥治，日本海軍中將
- 何塞·德拉里瓦-阿圭羅·奧斯馬，秘魯歷史學家、作家和政治家，秘魯第84任總理
- 关行男，日本神風敢死隊飛行員

### 26日
- 贝翠丝公主，維多利亞女王最年輕也是最後一個倖存的孩子
- 西泽广义，日本戰鬥機王牌
- 威廉·坦普爾，坎特伯雷大主教

### 27日
- 裘蒂思·奧爾，德國二戰抵抗戰士

### 31日
- 亨麗埃塔·克羅斯曼，美國女演員
- 約瑟夫·休伯特·普里斯特利，英國植物學家[9]

## 11月

### 1日
- 伊斯梅爾·佩雷斯·帕茲米尼奧，厄瓜多記者和政治家
- 安德略·蕭普提斯基，蘇聯東方天主教大主教和受人尊敬的人

### 2日
- 卡羅爾·伊爾日科夫斯基，波蘭作家
- 小湯瑪斯·米德利，美國化學家和發明家

### 4日
- 約翰·迪爾，英國陸軍元帥

### 5日
- 亚历克西·卡雷尔，法國外科醫生和生物學家，諾貝爾生理學或醫學獎獲得者

### 7日
- 馬克斯·伯格曼，德國生物化學家
- 理查·佐爾格，德國出生的蘇聯間諜，被處決
- 漢娜·澤內斯，匈牙利二戰女英雄，詩人，被處決

### 10日
- 汪精卫，中國政治家，總部設在南京、日本支援的中華民國合作政府主席
- 弗里德里希-維爾納·格拉夫·馮·德·舒倫堡，德國外交官和抵抗組織成員

### 12日
- 乔治·戴维·伯克霍夫，美國數學家[10]
- 喬治·休斯頓，美國演員
- 奧托·弗蘭克，德國生理學家[11]

### 13日
- 卡爾·蘭伯特，奧地利羅馬天主教神父和祝福
- 弗里德里希·洛倫茨，德國羅馬天主教神父和祝福

### 14日
- 沃爾特·克萊默，德國抵抗運動成員
- 特拉福德·利-馬婁裡，英國飛行員和皇家空軍空軍元帥
- 伯恩哈德·萊特豪斯，德國工會會員和抵抗運動成員
- 斐迪南德·馮·呂寧克，德國政治家和抵抗運動成員

### 16日
- 瑪麗亞·羅齊維佐夫娜，波蘭作家

### 19日
- 伊格纳西奥·博利瓦尔，西班牙博物學家和昆蟲學家

### 22日
- 约瑟夫·卡约，法國政治家，法國第57任總理
- 亚瑟·爱丁顿，英國天文學家、物理學家和數學家
- 貞吉·哈特曼，日本出生的美國評論家和詩人[12]
- 約翰·彼特卡，愛沙尼亞企業家、船長和海軍上將

### 25日
- 蘭迪斯，美國職業棒球大聯盟第一任專員

### 26日
- 佛羅倫斯·佛斯特·珍金絲，美國社交名媛和歌手

### 30日
- 伊莉莎白·夏洛特·格洛登，德國抵抗運動成員

## 12月

### 1日
- 弗朗西斯澤克·皮烏斯·拉齊維烏，波蘭貴族和活動家

### 2日
- 菲利波·托马索·马里内蒂，義大利詩人、編輯和藝術理論家，未來主義運動的創始人
- 約瑟夫·萊維納，蘇聯鋼琴家

### 3日
- 安德魯王子

### 4日
- 羅傑·佈雷斯納漢，美國棒球運動員和 MLB 名人堂成員

### 9日
- 萊爾德·克雷加，美國演員

### 11日
- 蒙哥馬利·坎寧安·梅格斯，美國二戰英雄

### 12日
- 伯納德·切爾扎諾夫斯基，波蘭活動家

### 13日
- 瓦西里·康定斯基，俄羅斯出生的波蘭藝術家

### 14日
- 卢佩·贝莱斯，墨西哥女演員、舞蹈家和歌手

### 15日
- 格伦·米勒，美國樂隊領隊（事故）

### 19日
- 埃及國王阿拔斯二世·希尔米帕夏

### 20日
- 凱撒·馮·霍法克，德國抵抗運動成員
- 弗里茨·普費弗，安妮·弗蘭克的德裔荷蘭室友[13]
- 卡爾·溫策爾，德國抵抗運動成員

### 22日
- 哈裡·蘭登，美國喜劇演員

### 26日
- 喬治·貝拉米，英國演員

### 27日
- 艾米·比奇，美國鋼琴家和作曲家[14]
- 彼得·德烏諾夫，保加利亞精神導師
- 薩拉·薩爾卡哈齊，匈牙利羅馬天主教修女和祝福

### 30日
- 罗曼·罗兰，法國作家，諾貝爾獎獲得者

### 31日
- 維森特·林，菲律賓武裝部隊將軍
- 露絲·漢娜·麥考密克，美國政治家、活動家和出版商